# 油尖區
油尖區（英語：Yau Tsim District，原稱油麻地區）是香港昔日的一個行政區劃，範圍包括現時九龍的油尖旺區中的南部。

## 歷史
1969年，香港政府推行《民政主任計劃》，香港被劃分為多區，其中九龍分為旺角區、油尖區、九龍城區、觀塘區、黃大仙區和深水埗區合共6區。油尖區與旺角區以登打士街為界，範圍包括今油麻地南部、京士柏、佐敦及尖沙咀及尖東一帶。
1981年，香港區議會制度確立，油麻地區成立油麻地區議會。1988年，油麻地區改稱油尖區，當中的「尖」是指尖沙咀，區議會改稱為油尖區議會。至1994年，油尖區與旺角區合併為油尖旺區，兩區區議會也同時合併。
現時，香港警務處沿用「油尖區」名稱規劃為一個警區，相關範圍屬於油尖警區負責。2016年前醫院管理局把旺角以南的油尖旺區連同九龍城區劃屬九龍中聯網，也是沿用油尖區時期的規定。